# Jakob Robert Schmid
Jakob Robert Schmid (1909-1977) est un professeur de pédagogie appliquée à l'université de Berne (Suisse).
Il est connu pour ses travaux sur la pédagogie libertaire et les expérimentations scolaires antiautoritaires, telles les écoles libertaires de Hambourg, créées en 1919 dans la République de Weimar, qui remettent en cause l'idée même de finalité en éducation.
Il publie, en 1936, « Le maître camarade et la pédagogie libertaire », redécouvert en 1971 par les éditions Maspéro, il est régulièrement réédité depuis.

## Le maître camarade et la pédagogie libertaire
En 1919, à Hambourg, quatre écoles publiques deviennent des communautés scolaires anti-autoritaires, dans lesquelles les enseignants, les parents et les élèves expérimentent des concepts anarchistes de l'éducation. Pour deux écoles, l'expérience dure jusqu'en 1930, date à laquelle ils abandonnent volontairement leur statut d'école expérimentale. Les deux écoles restantes sont fermées en 1933, après la prise du pouvoir national-socialiste. Les écoles expérimentales de Hambourg attirent l'attention d'éducateurs du monde entier, accueillant un grand nombre de visiteurs pendant leur existence et inspirant des études académiques.
Le pédagogue suisse Jakob Robert Schmid présente une étude critique sur ces expériences pédagogiques dans sa thèse de doctorat, publiée en français lors de son séjour à Genève en 1936. Son travail tombe dans l'oubli pendant plus de trois décennies, jusqu'à sa réimpression en français et plus tard traduit en espagnol, allemand, portugais et italien dans les années 1970

## Publications
- Le maître camarade et la pédagogie libertaire, François Maspéro, 1971, (BNF 35433049)..
  - Extraits en ligne sur gallica.bnf.